# Пини Гершон
Пини Гершон (енгл. Pini Gershon; 13. новембар 1951) је израелски кошаркашки тренер.

## Каријера
Гершон је највеће успехе остварио као тренер Макабија из Тел Авива са којим је два пута освојио Евролигу и једном ФИБА Супролигу. Са њима је био и седам пута првак Израела а исто толико пута је и освојио куп. Такође је био првак Израела са екипом Хапоел Галил Елјона, а освојио је и један куп са Хапоелом из Јерусалима. Скоро целу каријеру је водио клубове из Израела, а једини тим из иностранства који је водио је Олимпијакос од 2006. до 2008. године. Такође је био селектор репрезентације Бугарске од 2008. до 2010. године. Освојио је награду за тренера године Евролиге у сезони 2004/05, а уврштен је и у 50 особа које су највише допринеле Евролиги.

## Тренерски успеси

### Клупски
- Макаби Тел Авив:
  - Евролига (2): 2004, 2005.
  - ФИБА Супролига (1): 2001.
  - Првенство Израела (7): 1999, 2000, 2001, 2004, 2005, 2006, 2009.
  - Куп Израела (7): 1999, 2000, 2001, 2004, 2005, 2006, 2010.

- Хапоел Галил Елјон:
  - Првенство Израела (1): 1993.

- Хапоел Јерусалим:
  - Куп Израела (1): 1996

### Појединачни
- Тренер године Евролиге (1): 2005.